# ACE (bevanda)
L'ACE è una bevanda analcolica composta da acqua e succhi di arancia, carota e limone.
ACE prende il nome delle tre principali vitamine che contiene: vitamina A,  vitamina C, e vitamina E.
Si presenta con un colore arancione molto intenso. Si trova in commercio sotto vari marchi commerciali ma è facile da preparare in casa.